# Fernwald
Fernwald är en kommun i Landkreis Gießen i Regierungsbezirk Gießen i förbundslandet Hessen i Tyskland. Kommunen bildades 31 december 1971 genom en sammanslagning av de tidigare kommunerna Steinbach, Annerod och Albach.